# Canal 6 (México)
O Canal 6 também conhecido como XHAW-TDT, é uma rede de televisão mexicana com sede na cidade de Monterrei, Nuevo León, norte do México. que pertenece a Grupo Multimedios (maior empresa de mídia na norte do México), transmite principalmente game shows, reality shows, esportes e notícias, Tem presença limitada nos estados de Tamaulipas, San Luis Potosí, Coahuila, Sonora, Guanajuato, Puebla de Zaragoza, Durango, Jalisco, Chihuahua e Cidade do México. 
Possui estações afiliadas nos estados americanos de Utah, Texas e Califórnia, anteriormente era conhecido como Canal 12 (1968-2002) e Multimedios Televisión (2002-2020). 